# Elatinàcies
Elatinàcia, Elatinàcies o Elatinaceae és una família de plantes amb flors amb 2 gèneres i unes 40 espècies.
Contenen flors entre 35 i 50 espècies en dos gèneres: Elatine i Bergia. Les elatines són majoritàriament herbes aquàtiques, i la Bergia són subarbusts. Les espècies elatines estan àmpliament distribuïdes arreu del món, des de les zones temperades fins a les tropicals, amb la seva major diversitat a les zones temperades. Bergia es troba a Euràsia i Àfrica entre temperades a tropicals, amb dues espècies tropicals i una de tropicals a Amèrica.
L'origen de la biodiversitat de Bergia és el tròpic del Vell Món, i aquest també és el centre de la biodiversitat per a la família. Cap dels dos gèneres es troba als ecosistemes àrtics.
Els membres de la família tenen fulles de disposició oposada o en verticils i flors petites amb de dos a cinc pètals sobreposats. Algunes espècies creixen en aquaris.